# Chiesa di Sant'Agostino (Recanati)
La chiesa di Sant'Agostino è un edificio religioso di Recanati. La struttura è nota per il suo campanile che ha ispirato la poesia Il passero solitario di Giacomo Leopardi.

## Storia
La chiesa, con il relativo chiostro, fu costruita assieme al convento degli Eremitani di San'Agostino nel 1270 e rifatta un secolo dopo assieme alla cattedrale. Il portale in pietra d'Istria (1485) è di Giuliano da Maiano, mentre l'interno fu rifatto alla fine del XVII secolo su disegno del Ferdinando Galli da Bibbiena, con pale realizzate da Pomarancio, Pier Simone Fanelli, Felice Damiani e residui di affreschi di Giacomo da Recanati. Vi sono poi opere di Antonio Calcagni che qui è sepolto.

## Descrizione

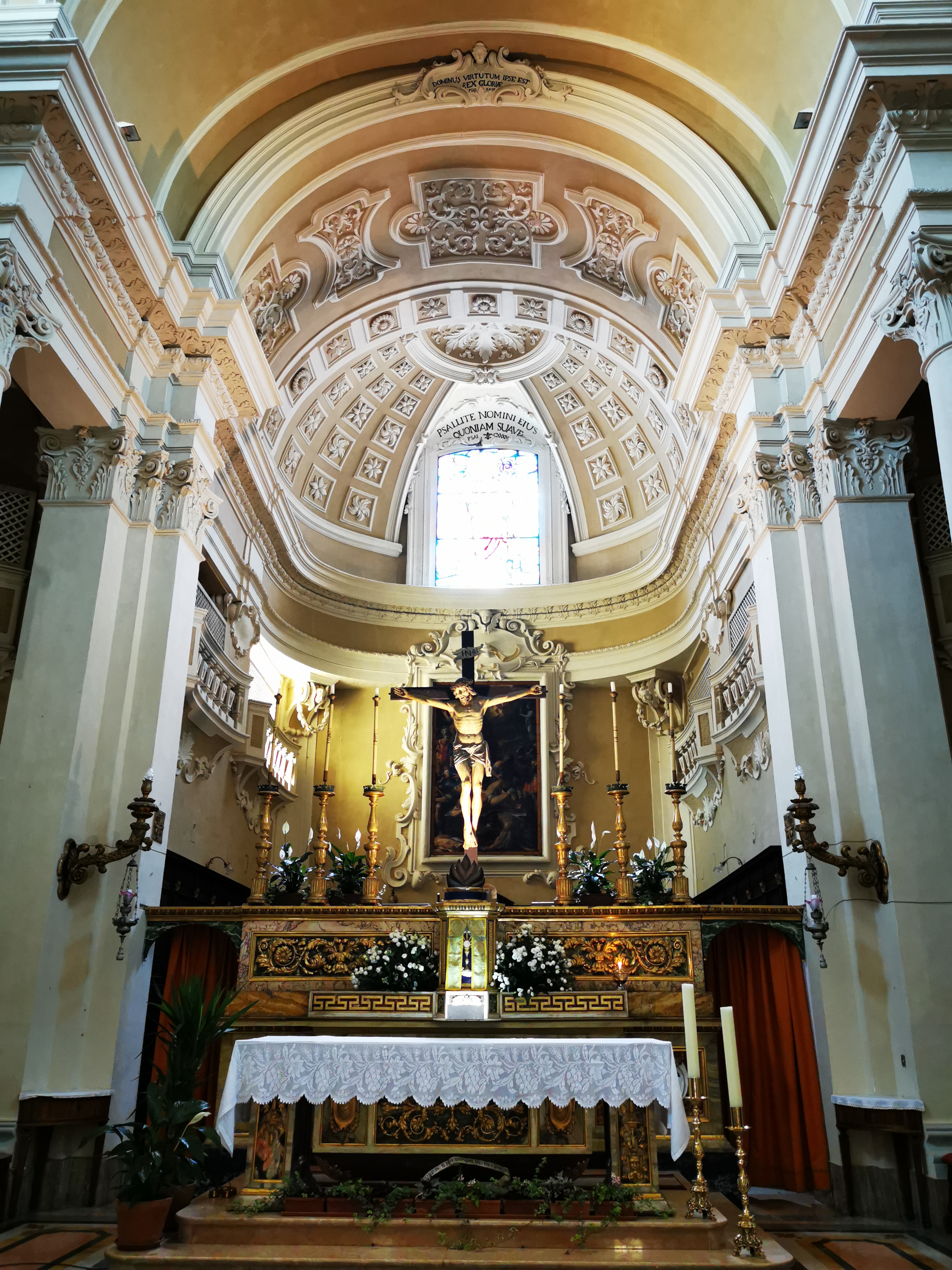
L'altare della chiesa

La pianta della chiesa è a croce latina, e a navata unica.
L'esterno, assai grezzo, e una muratura rossiccia, è caratterizzato dall'elegante portale in pietra bianca d'Istria, realizzata da Giuliano di Fiandra, con la statua del santo all'interno della lunetta sulla sommità. L'edificio della chiesa si aggrega ad un altro, un tempo ospitante i frati, al cui interno vi è il chiostro. Il campanile è una torre quadrangolare, che termina con quattro semplici merlature angolari.
Interno e Oratorio di Santa Monica
L'interno è caratterizzato dagli importanti affreschi quattrocenteschi dentro il chiostro, sebbene la chiesa si mostri in stile squisitamente barocco, con i dipinti incastonati in apposite cornici dorate. Ciò che colpisce è l'interno del piccolo oratorio di Santa Monica, che combacia con il chiostro, in cui rimangono segni di affreschi medievali, come il frammentario dipinto della Madonna impaurita che riceve la visita dell'arcangelo Gabriele, e quelli dell'Ultima cena e del coro degli Angeli.

## La torre del passero solitario
La torre campanaria, come detto, è nominata da Leopardi nella sua poesia del passero solitario. La torre rappresenta il punto più alto del borgo recanatesi, in cui il poeta si immagina un passero, che scruta la lenta e monotona vita della cittadella. Il poeta amerebbe essere esattamente come il passero, in quanto la sua specie gli permette di vivere sempre in solitudine, senza provare sentimenti di felicità o infelicità, assai sofferta da Leopardi.